# Barricada
|  | Per a altres significats, vegeu «Barricada (grup de música)». |

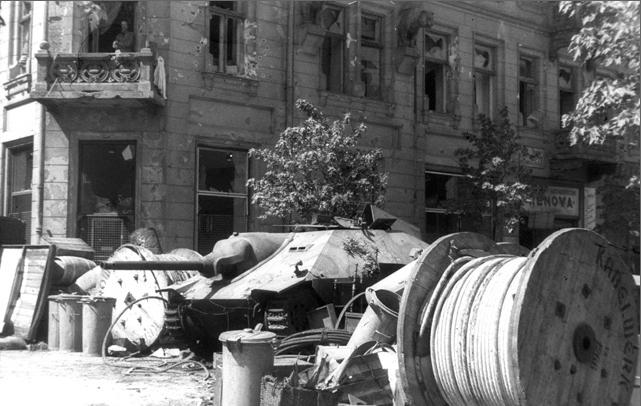
Barricada polonesa

Una barricada és un parapet improvisat que es fa amb contenidors, bótes, vehicles bolcats, pals, pedres, etc. Serveix per destorbar el pas a l'enemic i protegir-se dels tret d'armes de petit calibre (no de l'artilleria). És de més ús en les revoltes populars que en l'art militar.
El seu ús es remunta pel que sembla al 1588 a París quan va tenir lloc la cèlebre Jornada de les barricades. Posteriorment, es va recórrer a elles: A la mateixa capital el 1648 per fer caure Mazzarino. El 1830, per fer front a les tropes de Carles X de França. A les bullangues de 1832 i 1834.
A Espanya, han estat moltes les ocasions en què s'han aixecat barricades especialment a Madrid el 1854 quan la insurrecció de Vicálvaro, el 1856 i el 1866. A Barcelona, les de 1856 i a València, Cadis, Sevilla, etc., que es van aixecar durant el període revolucionari.